# Karl Böhm
Karl August Leopold Böhm (Graz, 28 d'agost de 1894 - Salzburg, 14 d'agost de 1981) fou un director d'orquestra austríac.

## Biografia
Karl Böhm va néixer en una família benestant (precisament en la mateixa data que Goethe, també gran admirador de Wolfgang Amadeus Mozart, que ho va fer 145 anys abans). Si bé des dels seus primers anys la música va ser la seva vertadera vocació, seguint els desigs del seu pare —que era advocat i desitjava per a ell una professió segura— va estudiar inicialment dret, i n’obtingué el doctorat. Igual com va succeir amb Richard Strauss i amb Wilhelm Furtwängler, els músics alemanys no es dirigien a ell com a "Herr Generalmusikdirektor", sinó com a "Herr Doktor".
Posteriorment al seu doctorat, va estudiar música al conservatori de Graz i, després d'això, teoria de la música, a Viena, amb Eusebius Mandyczewski, gran amic de Johannes Brahms; i també va ser deixeble de Karl Muck, que havia estat un director excel·lent i exigent de l'Orquestra Filharmònica de Viena, a la qual es diu que va dirigir "amb batuta d'acer". Aquests dos mestres el van introduir al món de la música de Wagner i de Brahms, si bé Böhm va trobar més tard, per la seva banda, altres camins, fonamentalment el de Mozart.
Després d'haver treballat com a director assistent en l'òpera de la seva ciutat natal, el 1921, i per recomanació de Muck —que va reconèixer tot seguit el talent del seu alumne— va ser contractat per Bruno Walter per treballar en l'Òpera Estatal de Baviera. A Múnic es va exercir sota la tutela de Walter, de primer com a quart director debutant, encarregat del cor, però en pocs anys va arribar a primer director. Posteriorment, el 1927, va ser contractat per l'Orquestra de Darmstadt, on —malgrat la seva formació, comprensió i profund amor per les obres clàssiques— va posar en escena obres d'avantguarda d'Alban Berg i de Paul Hindemith. El 1931 va ser contractat per l'Orquestra d'Hamburg, on va entrar en contacte amb Richard Strauss, les òperes del qual ja havia dirigit a Múnic i Darmstadt.
La situació de les orquestres a Alemanya, després de l'arribada al poder del Partit Nazi, es podia considerar com a caòtica, a conseqüència de l'abandonament del país per part dels seus directors, davant de l'alternativa a haver d'afrontar discriminacions de caràcter polític o racial. Després de l'abandonament del país, per aquestes raons, de Fritz Busch, Böhm va ser cridat per substituir-lo en la direcció de l'Òpera de Dresden, aleshores la segona més important d'Alemanya, després de la de Berlín. Allà va dirigir diverses orquestres, però fonamentalment la Staatskapelle, titular del teatre. Va romandre en el càrrec prop de nou anys i va ser durant aquest temps quan va desenvolupar la seva profunda amistat i col·laboració amb Richard Strauss, del qual va estrenar moltes de les seves obres i del que ha estat considerat un extraordinari intèrpret. Va ser substituït en aquest càrrec pel suec Evert Sixten Ehrling.
El 1943 va ser elegit director musical de l'Òpera de l'Estat de Viena, que, malgrat la guerra i per motius propagandístics del règim nazi, va continuar oferint les seves temporades d'òpera. Malgrat el curt període en què va romandre en aquest càrrec, a causa del desenvolupament de la Segona Guerra Mundial, Böhm va fer renéixer aquesta institució, del baix nivell en el qual havia caigut en els últims anys. A la fi de la Segona Guerra Mundial, va ser llistat a la Gottbegnadeten-Liste d'artistes considerats com a irreemplaçables que eren exempts de serveis al front per a protegir l'heritatge cultural alemany.
Després del final de la guerra i d'alguns anys d'inactivitat, el 1951 va obtenir la direcció de la programació d'òpera alemanya del Teatro Colón de Buenos Aires, en aquella època un dels més rics i prestigiosos del món. Allà va romandre fins al 1953, preparant-se així per reprendre el seu antic càrrec a Viena, mentre durava la reconstrucció del teatre.
El 1954 va reinaugurar l'Òpera de Viena, que va dirigir fins al 1956, any en què la va abandonar, per consagrar-se a la seva carrera internacional com a director d'orquestra, la qual cosa li permetria desfer-se de les responsabilitats de tota classe que implicaven la direcció d'una institució d'òpera, amb les seves tasques administratives, de gestió de personal, etc. Aviat va ser elegit director convidat principal de la Filharmònica de Viena, càrrec que va mantenir fins a la seva mort, contribuint a portar aquesta orquestra al cim mundial. La seva col·laboració va ser extraordinàriament fructífera i encara és qui l'ha dirigit més vegades, després del final de la guerra i fins als nostres dies.
Considerat universalment com un dels millors directors del món, de la seva època, el 1962 va assumir el càrrec de director musical del Festival de Bayreuth, que va mantenir fins al 1970. Durant aquest període va produir nombroses actuacions i enregistraments de la música wagneriana.
Al llarg de la seva dilatada carrera, i a part de les ja esmentades, va dirigir a les principals sales d'òpera i de concert de tot el món, a les orquestres més prestigioses, com ara la Filharmònica de Berlín i de Viena, l'Orquestra Simfònica de Londres i va ser director del Festival de Salzburg i del de Bayreuth. El seu repertori va incloure un ampli ventall d'autors com ara Wagner, Brahms, Bruckner, Schubert, Beethoven, Wolfgang Amadeus Mozart, Richard Strauss, Berg, Arnold Schönberg i molts d'altres.
D'aquests autors va dirigir la pràctica totalitat de l'obra de Mozart, orquestral i operística, L'Anell del Nibelung, a Bayreuth el 1966 i 1967, així com Tristany i Isolda de Wagner, Ariadne auf Naxos, Die schweigsame Frau, Daphne, Der Rosenkavalier, Elektra, Arabella, Die Frau ohne Schatten i Salomé, totes de Richard Strauss. L'òpera Fidelio i totes les simfonies de Ludwig van Beethoven, Johannes Brahms, Anton Bruckner i Franz Schubert, així com les òperes Wozzeck i Lulu de Berg.
Els crítics sempre van subratllar la precisió rítmica de la direcció de Böhm i es deia que amb ell, sempre es podia percebre el valor de les notes, d'altres entenien que dirigia amb una batuta excessivament "metronòmica", fent referència a l'exagerada precisió amb què mantenia el ritme.
Al llarg de la seva vida se li van tributar nombrosos honors, entre d'altres l'haver estat nomenat, en 1964, el primer Generalmusikdirector d'Àustria. Es va mantenir actiu fins a pocs anys abans de la seva mort, i dedicà l'última part de la seva vida a aprofundir en el gran repertori de la música alemanya, amb predilecció per Wolfgang Amadeus Mozart i Ludwig van Beethoven, del qual va gravar l'edició integral de les seves simfonies.
Va deixar una gran quantitat d'enregistraments discogràfics, editades en bona part per la Deutsche Grammophon, dirigint sempre a les millors orquestres europees, com les Filharmòniques de Viena i de Berlín.
Va ser pare de l'actor Karlheinz Böhm, conegut principalment pels seus papers com Francesc Josep I d'Àustria, a les pel·lícules del cicle de Sissí i també a El fotògraf del pànic, de Michael Powell.